# Pottsville, Pennsylvania
Pottsville är administrativ huvudort i Schuylkill County i delstaten Pennsylvania. Enligt 2010 års folkräkning hade Pottsville 14 324 invånare.

## Kända personer från Pottsville
- Gary Becker, nationalekonom
- John O'Hara, författare
- Matt Wachter, basist